# Obrządek monastyczny

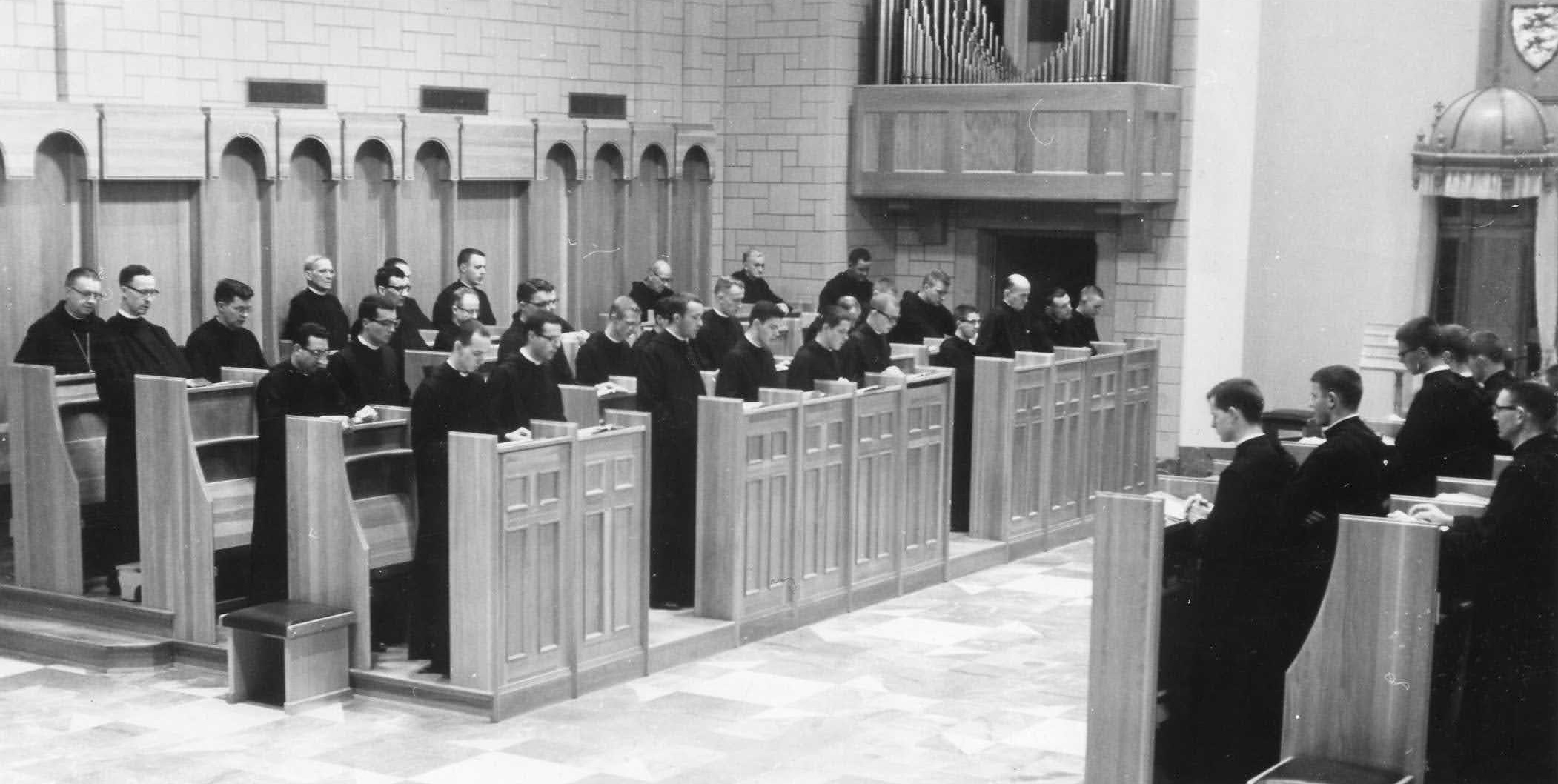
Benedyktyni z opactwa Subiaco w Arizonie w stallach w czasie celebracji godzin kanonicznych

Obrządek monastyczny, inaczej ryt monastyczny, także rzymsko-monastyczny (łac. ritus monasticus, ritus Romano-monasticus, ang. Benedictine rite) – obrządek chrześcijański, wariant obrządku rzymskiego w użyciu w zakonie benedyktynów. Zasadniczo nazwa ta odnosi się do sposobu sprawowania godzin kanonicznych, opierającego się na ustaleniach, zawartych w Regule świętego Benedykta. Natomiast msza u benedyktynów nie wykazuje większych różnic z mszą rzymską.
Odrębnym obrządkiem, choć również opierającym się w organizacji oficjum na Regule św. Benedykta, jest obrządek cysterski.

## Godziny kanoniczne w obrządku monastycznym

### Historia

Początek I nieszporów Wniebowstąpienia Pańskiego (Antiphonale monasticum, 1934)

W VI wieku reguła św. Benedykta zmodyfikowała układ (łac. cursus) psałterza, który był w użyciu w Rzymie w wieku V. Z kolei w późniejszych wiekach oficjum rzymskie przejęło niektóre elementy z oficjum benedyktyńskiego.

### Układ psałterza
Układ monastycznych ksiąg liturgicznych jest różny od rzymskiego. W obrządku rzymskim psałterz godzin kanonicznych ułożony jest w porządku tygodniowym od niedzieli do soboty (w wersji tradycyjnej) lub czterotygodniowym (od I nieszporów niedzieli I tygodnia do modlitwy w ciągu dnia soboty IV tygodnia, wersja zmodyfikowana po soborze watykańskim II). W obrządku monastycznym kolejność psalmów w psałterzu jest taka sama jak w biblijnej Księdze Psalmów. W ogólnych zarysach układ ten przedstawia się następująco:
- psalmy 1–19 odmawiane są w czasie prymy;
- psalmy 20–118 rozdysponowane są na matutinum (vigiliae), jutrznię i małe godziny;

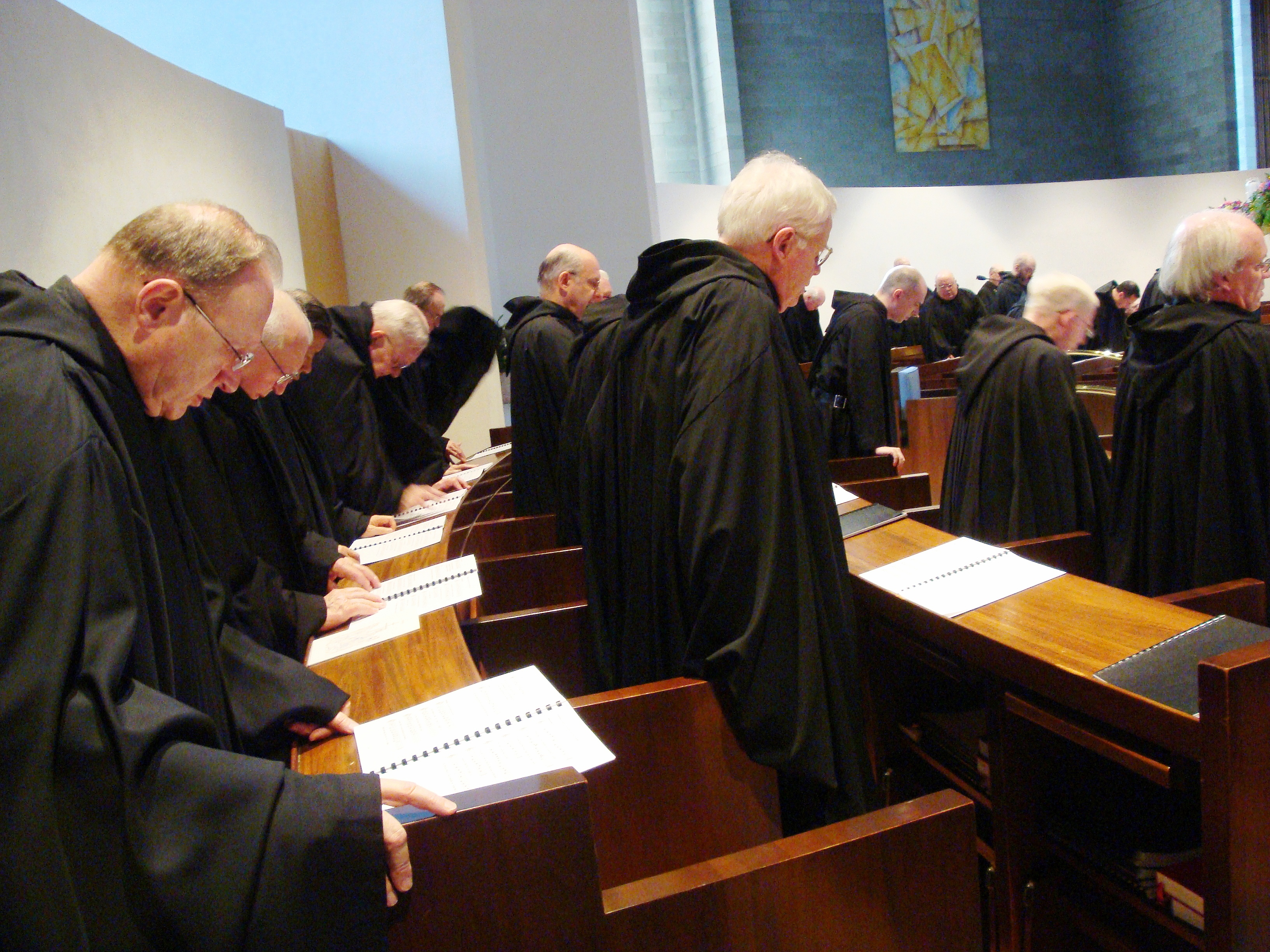
Benedyktyni z opactwa w Morristown w stanie New Jersey w czasie odprawiania nieszporów

- Benedyktyni z opactwa w Morristown w stanie New Jersey w czasie odprawiania nieszporówpsalmy 119–147 odmawiane są w czasie nieszporów.

Powyższe dotyczy zarówno układu tradycyjnego jak i zreformowanego po soborze watykańskim II (schemat A), choć istnieją różnice w szczegółach. Posoborowa wersja monastycznej liturgii godzin dopuszcza też stosowania innych układów psałterza (schematy B, C i D).

### Budowa poszczególnych godzin kanonicznych
Monastyczne godziny kanoniczne są w ogólności podobne do rzymskich, ale różnią się wieloma szczegółami. Na przykład przed wezwaniem (czyli przed psalmem 94) śpiewa się dodatkowy psalm bez antyfony (in directum), najczęściej psalm 3. W wielkie święta każdy nokturn matutinum ma cztery czytania, czyli w sumie jest dwanaście czytań (w oficjum rzymskim dziewięć). W nieszporach odmawia się cztery psalmy (w obrządku rzymskim pięć w wersji tradycyjnej, trzy w wersji posoborowej).

## Księgi liturgiczne obrządku monastycznego

### Księgi chórowe

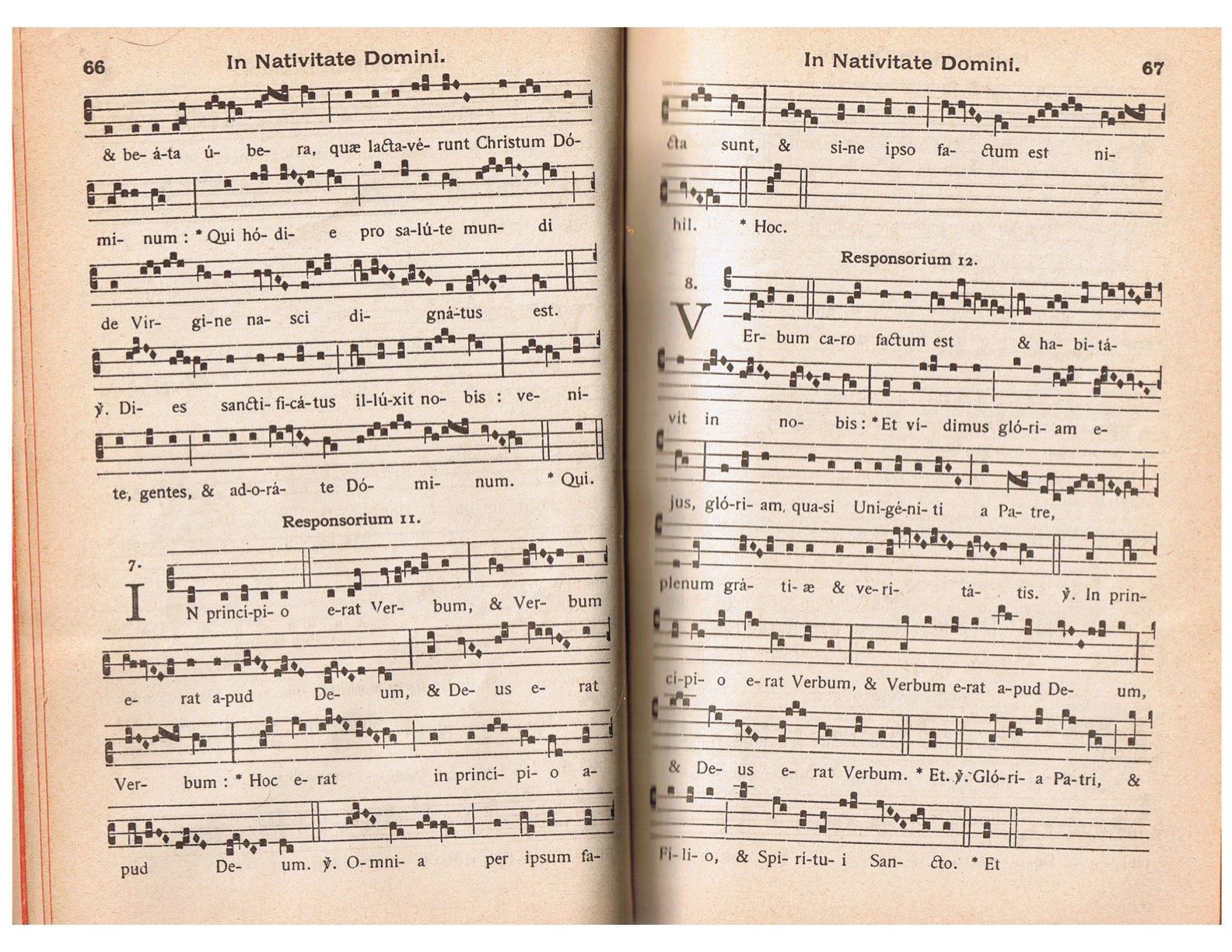
Matutinum (vigiliae) Bożego Narodzenia w obrządku monastycznym: widoczne nuty ostatnich responsoriów III nokturnu (Liber responsorialis, 1895)

- Matutinum (vigiliae) Bożego Narodzenia w obrządku monastycznym: widoczne nuty ostatnich responsoriów III nokturnu (Liber responsorialis, 1895)Liber responsorialis juxta ritum monasticum (1895)[21][18]
- Antiphonale monasticum (1934)[16]
- In nocte nativitatis Domini (1936)[22]
- Ordo Hebdomadae sanctae iuxta ritum monasticum (1961)[2]

- Psalterium monasticum (1981)[17]
- Antiphonale monasticum (I – 2005[23]; II – 2006[24]; III – 2007[25])
- Nocturnale Solesmense (2010)[26]

### Brewiarze i liturgia godzin
- Breviarium monasticum (1930)[20]
- Thesaurus Liturgiae Horarum Monasticae (1977)[27]

### Inne
- Processionale monasticum (1893)[28]
- Caeremoniale monasticum (...) Congregationis s. Mauri (1645)[29]